# 张群生
张群生（1946年2月—），男，汉族，陕西蓝田人，中华人民共和国政治人物，曾任中共河北省委常委、宣传部部长，河北省人大常委会副主任。

## 生平
1968年畢業於西安矿业学院。1984年，擔任甘肃煤炭工业总公司副经理。1986年，擔任靖远矿务局局长、党委常委。